# Marco Asensio
Marco Asensio Willemsen (født 21. januar 1996) er en spansk professionel fodboldspiller, som spiller som fløjspiller for Premier League-klubben Aston Villa, hvor han er lånt til fra Paris Saint-Germain, og Spaniens landshold.

## Klubkarriere

### Mallorca
Asensio begyndte sin karriere hos RCD Mallorca i sin hjemby, hvor han både spillede på ungdomsplan og i de første år af som seniorspiller. Han debuterede for klubbens førstehold i Segunda División i oktober 2013. 

### Real Madrid

#### Skifte og lejeaftaler
Asensio blev i december 2014 solgt til Real Madrid for en pris på knap 4 millioner euro. Som del af aftalen ville han tilbringe resten af 2014-15 sæsonen med Mallorca.
Asensio blev i 2015-16 sæsonen udlejet til RCD Espanyol.

#### Real Madrid karriere
Han debuterede i 2016-17 sæsonen for Real Madrid i UEFA Super Cuppen mod Sevilla FC. Sæsonen endte meget succesfuld for Asensio og Real Madrid, da klubben vandt både det spanske mesterskab, samt Champions League-finalen, hvor Asensio scorede det ene mål i Reals finalesejr på 4-1.
Asensio spillede i 2017-18 sæsonen en vigtig rolle i at Real Madrid vandt Champions League for tredje sæson i streg.
Han led i juli 2019 en seriøs knæskade, som ville resultere i at han missede et helt år.
Han scorede den 22. september 2021 sit første hattrick i sin karriere mod sin tidligere klub Mallorca.

### Paris Saint-Germain
Asensio skiftede i juli 2023 til Paris Saint-Germain på en fri transfer, efter hans kontrakt med Real Madrid havde udløbet. Han scorede sit første mål for klubben den 26. august i en kamp imod Lens.

#### Leje til Aston VIla
Asensio skiftede i februar 2025 til Aston Villa på en lejeaftale.

## Landsholdskarriere

### Ungdomslandshold
Asensio har repræsenteret Spanien på flere ungdomsniveauer.

### Olympiske landshold
Asensio var del af Spaniens trup, som vandt sølv ved OL 2020.

### Seniorlandshold
Asensio debuterede for Spaniens landshold den 29. maj 2016 i en venskabskamp mod Bosnien.

## Privat
Asensio er født i Palma de Mallorca til en spansk far og en hollandsk mor.